# Rübenacher Schanze
Die Rübenacher Schanze war Teil der preußischen Festung Koblenz und Ehrenbreitstein und gehörte zum System Feste Kaiser Franz. Von der 1831 im heutigen Koblenzer Stadtteil Lützel fertiggestellten Schanze sind nach der Schleifung 1922 keine Reste erhalten geblieben. Sie ist nach dem benachbarten Stadtteil Rübenach benannt.

## Bau
Der Wall der Rübenacher Schanze hatte die Form einer Lünette. Der umlaufende trockene Graben war ungefüttert, d. h. die Grabenwände waren nicht gemauert. Als Reduit erhielt die Schanze ein gemauertes Blockhaus, dass etwa 26 Meter lang und 12 Meter breit war. Dieses wurde zunächst als Friedenspulvermagazin und ab 1848 auch als Truppenunterkunft genutzt. Zur Wasserversorgung wurde 1850 ein Brunnen angelegt, der ab 1859 eine Zisterne im Reduit speiste. Die baulichen Veränderungen der folgenden Jahre hielten sich in Grenzen. Im Zuge der Überarbeitung aller Festungswerke des Systems Feste Franz wurden die Wälle der Schanze um 1867 traversiert. Die letzte Baumaßnahme vor der Aufgabe des Werks war 1884 der Einbau einer Beleuchtungsnische im Verbrauchs-Pulver-Magazin. Nach der Aufgabe der Schanze 1890 fand das Blockhaus wieder als Pulvermagazin Verwendung.

## Geschichte
Die Rübenacher Schanze wurde 1831/1832 westlich der Bubenheimer Flesche und im Nordwesten der Feste Kaiser Franz aus Anlass der französischen Julirevolution von 1830 angelegt.
Die Anlage wurde in den folgenden Jahren während der verschiedenen Armierungen der Festung Koblenz und Ehrenbreitstein wiederholt durch den Bau von Palisaden im Graben oder durch hölzerne Blockhäuser verstärkt, die dann nach Aufhebung des Alarmzustandes wieder abgebrochen wurden. Nach der 1890 zusammen mit dem System Feste Franz erfolgten Aufgabe des Werks wurde der Wall in der Spitze und der rechten Seite des Werks eingeebnet und das anfallende Erdreich in die Gräben verfüllt. Die so gewonnene Freifläche diente zum Bau diverser Magazine und Schuppen, die teilweise von der Munitions-Anstalt (sogenanntes Friedenslaboratorium) im Innenhof der Feste Kaiser Franz genutzt wurden.
Nach dem Ersten Weltkrieg musste die Schanze in Ausführung der Bestimmungen des Artikels 180 des Versailler Vertrags entfestigt werden. Vorgesehen war die Sprengung des Kriegspulvermagazins, während das Blockhaus der Schanze erhalten bleiben sollte. Die Sprengarbeiten waren am 22. Oktober 1922 abgeschlossen. Allerdings musste das Blockhaus schon wenig später abgerissen werden, da es durch Holzdiebstähle erheblich demoliert worden war. 
Die Liegenschaft ging erst zum 1. Januar 1934 in den Besitz der Stadt Koblenz über. Schon zehn Jahre zuvor hatte man hier einen Sportplatz angelegt, der zum Zankapfel mit der französischen Armee werden sollte. Das Sportgelände war das einzige, das von vier geplanten Plätzen (Feste Franz – Feste Alexander – Bubenheimer Flesche – Rübenacher Schanze) ausgeführt wurde. Die Nutzung des Sportplatzes blieb allerdings auf wenige Jahre beschränkt, da nach dem Abzug der Besatzung an dieser Stelle bereits 1935 ein hölzerner Sendemast für den Sender Koblenz errichtet wurde. 
Nach dem Zweiten Weltkrieg legte die amerikanische Armee an dieser Stelle ein Kriegsgefangenenlager an, welches sich ab Juli 1945 in französischer Obhut befand. Aufgelöst wurde es schließlich im November 1945 oder Januar 1946. 
Der hölzerne Mast des Senders wurde 1965 durch eine Stahlkonstruktion ersetzt, die ihrerseits bereits 1974 wieder entfernt wurde. Heute befindet sich auf der ehemaligen Schanze ein Gebäude der Telekom, in dem seit Juli 2015 das Landesamt für Vermessung und Geobasisinformation Rheinland-Pfalz untergebracht ist. Reste der Festungsanlage sind nicht mehr vorhanden.